# Близко не подходи (прам)
«Близко не подходи» — прам Азовской флотилии России, участник русско-турецкой войны 1735—1739 годов.

## Описание судна
Один из девяти больших 44-пушечных двухдечных прамов одноимённого типа, построенных на Тавровской верфи. Вооружение судна состояло из 44-х орудий.

## История постройки
8 (19) апреля 1723 года Петром I был подписан указ о строительстве в Таврове судов для будущего флота, предназначавшегося для борьбы за выход в Чёрное море. Согласно приказу в том же году были заложены 9 больших 44-пушечных двухдечных и 6 малых 8-пушечных однодечных прамов. После подписания в Константинополе 12 (23) июня 1724 года русско-турецкого договора, разграничивающего владения России и Турции, 1 (12) октября 1724 года был издан указ о прекращении работ по строительству судов. В результате чего прамы были оставлены недостроенными на стапелях. При подготовке к новой войне с Турцией в 27 июня (8 июля) 1735 года был издан указ императрицы Анны Иоанновны о достройке, спуску на воду и подготовке судов, построенных в Таврове. В результате все 9 прамов типа «Близко не подходи» были спущены в 1735 году.

## История службы
Прам «Близко не подходи» принимал участие в русско-турецкой войне 1735—1739 годов. В августе 1735 года был переведён из Таврова в Павловск. 2 (13) апреля 1736 года вошёл в состав отряда контр-адмирала П. П. Бредаля и вышел из Павловска к Азову, куда прибыл к 12 (23) мая.
9 (21) и 10 (21) июня прам вёл бомбардировку укреплений Азова, после чего отошёл от крепости. За время бомбардировки с судна было сделано 766 выстрелов, а от ответного огня противника ранен один из членов экипажа. 17 (28) июня прам вновь подошёл к крепости и начал повторную бомбардировку крепостных укреплений, которая продолжалась до 19 (29) июня. Во время повторной бомбардировки «Близко не подходи» сделал 1365 выстрелов, а от ответного огня трое из членов экипажа получили ранения. 19 (30) июня крепость Азов капитулировала. В июле 1736 года командир прама капитан полковничьего ранга Н. Штром был снят с командования судном «за безумством» и оставлен в Таврове на половинном окладе жалования.
С ноября 1736 года прам остался у Азова на зимовку, а в следующем году был вытащен на отмель, поскольку оказался «гнил и не способен к плаванию». В 1738 году прам «Близко не подходи» был разобран.

## Командиры судна
Командирами прама «Близко не подходи» в составе российского флота в разное время служили:
- капитан полковничьего ранга Никлас Штром (до июня 1736 года)[9];
- капитан 3-го ранга Андрис Росселиус (с июня по сентябрь 1736 года)[10].

### Комментарии
1. ↑  Другие прамы этого типа носили наименования «Гром и молния», «Дикий бык», «Небоязливый», «Разгневный», «Северный Медведь», «Сердитый», «Спящий лев» и «Страшный»[1].
2. ↑  По другим данным в 1734 году[3].